# Charadrius mongolus
Il corriere della Mongolia (Charadrius mongolus, Pallas 1776) è un uccello della famiglia dei Charadriidae.

## Sistematica
Charadrius mongolus ha cinque sottospecie:
- Charadrius mongolus pamirensis
- Charadrius mongolus atrifrons
- Charadrius mongolus schaeferi
- Charadrius mongolus mongolus
- Charadrius mongolus stegmanni

## Distribuzione e habitat
La sottospecie C. m. pamirensis nidifica tra gli altopiani del Tien Shan occidentale, Pamir, Karakorum e il Kunlun Shan occidentale; sverna tra l'Africa orientale e meridionale e l'India occidentale. C. m. atrifrons nidifica in Himalaia e nel Tibet meridionale; sverna tra l'India e Sumatra. C. m. schaeferi nidifica dal Tibet orientale fino alla Mongolia meridionale; sverna tra la Tailandia e le Grandi Isole della Sonda. C. m. mongolus nidifica nella Siberia orientale e nell'estrema Russia orientale; sverna tra Taiwan e l'Australia. C. m. stegmanni nidifica nel triangolo compreso tra la Kamčatka (fino alle Isole Curili), la Penisola dei Ciukci e le Isole del Commodoro; sverna tra le Isole Ryūkyū meridionali e l'Australia.